# Bal des ifs

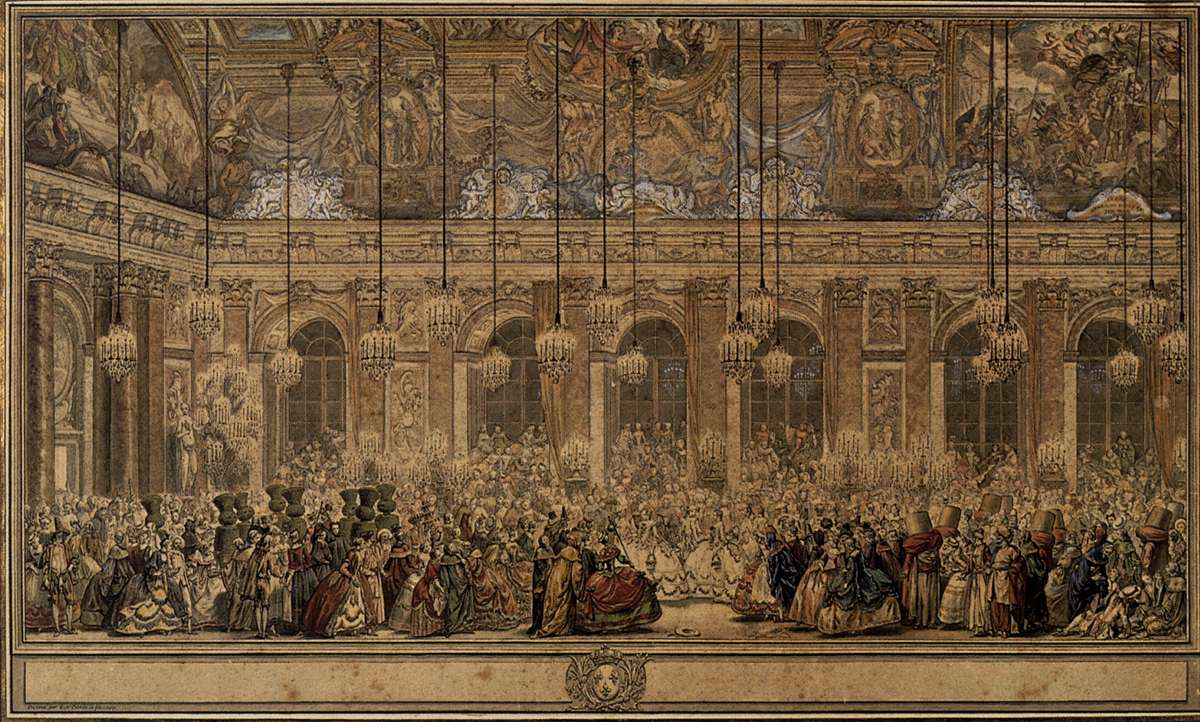
Dans la galerie des Glaces, le roi Louis XV se dissimule incognito parmi les huit personnages déguisés en ifs taillés (à gauche de la gravure).

Le « bal des ifs » est un bal masqué donné par le roi Louis XV dans la nuit du 25 au 26 février 1745 au château de Versailles.
Ce divertissement est organisé à l'occasion du mariage du dauphin Louis de France avec sa cousine, l'infante d'Espagne Marie-Thérèse de Bourbon.

## Déroulement
Deux jours après le mariage religieux du dauphin (23 février 1745), les festivités s'achèvent avec ce « bal des ifs », resté célèbre pour plusieurs raisons. Le roi Louis XV a souhaité qu'il s'agisse d'un bal masqué pour pouvoir se mêler incognito à la foule.
Le nombre des personnes devant assister à cette fête est considérable : 1 500 personnes attendent l'ouverture du Grand Appartement, les premiers arrivés s'installant dans le salon d'Hercule. Parmi les masques, on trouve des Arlequins, des « sauvages », des Turcs, des Arméniens, des diables.
À 23h 30, les portes s'ouvrent et découvrent d'immenses buffets prévus pour cette multitude. La période étant celle de Carême, aucun plat de viande ne figure sur les tables mais les préparations de poissons voisinent avec d'immenses pyramides de fruits, de confiseries et de gâteaux.
Seuls sont présents pour recevoir les invités, la reine Marie Leszczynska en grand habit de cour, et le couple des jeunes mariés déguisés en berger et en bergère. Le roi est absent.
Quelque temps après l'ouverture du bal apparaissent huit personnages déguisés en ifs taillés parmi lesquels on devine que se trouve le roi. Il est toutefois impossible de l'identifier parmi ses comparses. Chacun tente de percer l'incognito du souverain mais les huit ifs réagissent tous de même manière, de façon muette, s'inclinant royalement devant les dames.
C'est lors de ce bal que Louis XV, protégé par son déguisement, manifeste de façon claire son intérêt à Jeanne-Antoinette Poisson, épouse Le Normant d’Étiolles, future marquise de Pompadour, qu'il a croisée peu avant lors d'une chasse en forêt de Sénart.
Le bal se termine le 26 février 1745 à 8h 30 du matin.